# Клімеуцій-де-Жос
Клімеуцій-де-Жос (рум. Climăuții de Jos) — село у Шолданештському районі Молдови. Адміністративний центр однойменної комуни, до складу якої також входить село Кот.

## Населення
За даними перепису населення 2004 року у селі проживали 1070 осіб.
Національний склад населення села:
| Національність   | Кількість осіб | Відсоток   |
| ---------------- | -------------- | ---------- |
| молдавани румуни | 1060 5         | 99,1% 0,5% |
| українці         | 3              | 0,3%       |
| росіяни          | 2              | 0,2%       |
| Всього           | 1070           | 100%       |